# Пангерманський союз
Пангерманський союз (загальнонімецький) (нім. Alldeutscher Verband) — з 1891 по 1939 рр. один з найсильніших ідеологічних центрів в Німецькій імперії. Його програма була експансіоністською, пангерманскою, мілітаристською та національною. Особливо в габсбурзькій Австро-Угорщині, де ще до Першої світової війни були яскраво виражені юдофобія і слов'янофобія.

## Історія
Фактичною причиною створення Союзу послужив Занзібарський договір підписаний 1 липня 1890 року. Після якого Альфред Гугенберг в кількох газетах звернувся із закликом створити Національну асоціацію (Nationalverein), з метою захисту німецьких колоніальних інтересів. Це призвело до наради 28 вересня 1890 року у Франкфурті-на-Майні, ця дата пізніше стала розглядатися пангерманцями як день їх народження. У число засновників Союзу входили Альфред Гугенберг, Еміль Кирдорф, Еміль Поззель, Фрідріх Ратцель та інші. Першими почесними членами стали Карл Петерс, ініціатор створення Союзу і колоніальний піонер, а пізніше і Отто фон Бісмарк.
9 квітня 1891 року в Берліні за підтримки Карла Петтерса був створений «Загальний німецький союз» (der «Allgemeine Deutsche Verband»). У 1894 році був перейменований у «Загальнонімецький союз» (Alldeutscher Verband). З 1893 по 1908 рр. виконавчим головою Союзу був Ернст Хассе. В установчому маніфесті було заявлено, що нове об'єднання не ставить за мету боротьбу з урядом, але буде сприяти досягненню поставлених рухом цілей. Основними цілями ж було пожвавлення патріотичної свідомості, підтримка німецьких інтересів за кордоном і сприяння німецькій політиці.
Діяльність союзу не обмежувалася кордонами Німеччини, але була спрямована на об'єднання всього німецького співтовариства. Однією з головних цілей пропаганди була Австро-Угорщина, тому що в цій країні жило найбільше німецькомовне населення, яке не входило в Німецьку імперію.
У перші роки було багато внутрішніх суперечок щодо курсу руху. Наприклад тодішній голова Карл фон дер Хайдт висловлював думку, що Союз повинен створити власну політичну партію, у той час як його опоненти наполягали на суворій незалежності і закликали триматися подалі від політичних дискусій. Ця позиція почала зміцнюватися. Повністю програма «Пангерманського союзу» сформувалася у дев'яності роки XIX століття. Експансія, будівництво флоту, розвиток германізму і боротьба проти національних меншин в Німеччині. Останній пункт був особливо спрямований проти поляків у Західній Пруссії і Верхній Сілезії, і французів в Ельзас-Лотарингії.